# Резолюция 118 на Съвета за сигурност на ООН
Резолюция 1118 на Съвета за сигурност на ООН е приета единодушно на 13 октомври 1956 г. по повод Суецката криза.
След като отчита направените пред Съвета заявления и представените от генералния секретар и министрите на външните работи на Египет, Обединеното кралство и Франция отчети за хода на предварителните беседи по въпроса за експлоатацията на Суецкия канал, с Резолюция 118 Съветът за сигурност констатира, че всяко решение на въпроса за Суецкия канал трябва да удовлетворява следните изисквания:
1. преминаването през канала трябва да бъде свободно и открито, без явна или скрита дискриминация, включително такава, основаваща се на политически или на технически съображения;
2. суверенитетът на Египет трябва да бъде уважен;
3. експлоатацията на канала трябва да бъде независима от политиката на която и да е държава;
4. начинът за определяне на таксите за преминаване и експлоатация на канала трябва да бъде установен чрез споразумение между Египет и ползвателите;
5. справедлива част от печалбата трябва да бъде предназначена за развитието на канала;
6. в случай на спорове, неразрешените въпроси между Компанията на Суецкия канал и египетското правителство трябва да се решават с помощта на арбитражен съд, притежаващ надлежна компетенция, и при наличието на съответните постановления за начина на изплащане на присъдените суми.[1]